# Malin Ek
Malin Ek (Malmö, 18 aprile 1945) è un'attrice svedese, detentrice del maggior numero di vittorie del premio Guldbagge come miglior attrice.

## Biografia
Figlia dell'attore Anders Ek e della coreografa Birgit Cullberg, è sorella gemella del coreografo e regista Mats Ek e minore del primo ballerino Niklas Ek.  
Studentessa dell'Accademia nazionale di arte drammatica di Stoccolma dal 1965 al 1968, al termine degli studi venne scritturata dal Teatro Reale Drammatico

## Vita privata
Dal suo rapporto con l'attore Hans Klinga è nata l'attrice Elin Klinga. Oltre a lei, Malin Ek ha avuto due figli.

## Filmografia parziale
- Mamma, regia di Suzanne Osten (1982)
- Falsk som vatten, regia di Hans Alfredson (1985)
- Skyddsängeln, regia di Suzanne Osten (1990)
- Il figlio della domenica (Söndagsbarn), regia di Daniel Bergman (1992)
- Den allvarsamma leken, regia di Anja Breien (1977)

## Riconoscimenti
- Guldbagge
  - 1983 - Miglior attrice per Mamma
  - 1986 - Miglior attrice per Falsk som vatten
  - 1991 - Miglior attrice per Skyddsängeln
- European Film Awards
  - 1990 - Miglior attrice non protagonista per Skyddsängeln
- Litteris et Artibus - 2008